# Culicoides
Culicoides är ett släkte av tvåvingar som beskrevs av Pierre André Latreille 1809. Culicoides ingår i familjen svidknott.
Culicoides förknippas starkt med uppkomsten av sommareksem hos häst. 

## Arter
- Culicoides abchazicus
- Culicoides acanthostomus
- Culicoides accraensis
- Culicoides achkamalicus
- Culicoides achrayi
- Culicoides acotylus
- Culicoides actoni
- Culicoides adamskii
- Culicoides adersi
- Culicoides africanus
- Culicoides agas
- Culicoides aitkeni
- Culicoides alachua
- Culicoides alahialinus
- Culicoides alaskensis
- Culicoides alatavicus
- Culicoides alazanicus
- Culicoides albibasis
- Culicoides albicans
- Culicoides albifascia
- Culicoides albipennis
- Culicoides albomacula
- Culicoides albomotatus
- Culicoides albopunctatus
- Culicoides albosparsus
- Culicoides albovenosus
- Culicoides alexanderi
- Culicoides alexandrae
- Culicoides algecirensis
- Culicoides algeriensis
- Culicoides alishenensis
- Culicoides allantothecus
- Culicoides almeidae
- Culicoides almirantei
- Culicoides alpicola
- Culicoides altaicus
- Culicoides alticola
- Culicoides alvarezi
- Culicoides amamiensis
- Culicoides amaniensis
- Culicoides ameliae
- Culicoides amossovae
- Culicoides anadyriensis
- Culicoides analis
- Culicoides andicola
- Culicoides andinus
- Culicoides andrewsi
- Culicoides angkaensis
- Culicoides angolensis
- Culicoides annandalei
- Culicoides annettae
- Culicoides annuliductus
- Culicoides anophelis
- Culicoides antefurcatus
- Culicoides antennalis
- Culicoides antunesi
- Culicoides aomoriensis
- Culicoides aquilinus
- Culicoides arabiensis
- Culicoides aragaoi
- Culicoides arakawae
- Culicoides arakawai
- Culicoides arboreus
- Culicoides arboricola
- Culicoides archboldi
- Culicoides ardentissimus
- Culicoides ardleyi
- Culicoides arenarius
- Culicoides arenicola
- Culicoides aricola
- Culicoides arizonensis
- Culicoides arnaudi
- Culicoides arschanicus
- Culicoides arubae
- Culicoides asiaticus
- Culicoides atchleyi
- Culicoides atelis
- Culicoides aterinervis
- Culicoides atripennis
- Culicoides aureus
- Culicoides austeni
- Culicoides australiensis
- Culicoides austropalpalis
- Culicoides austroparaensis
- Culicoides autumnalis
- Culicoides avilaensis
- Culicoides azerbajdzhanicus
- Culicoides azureus
- Culicoides bachmanni
- Culicoides bahrainensis
- Culicoides baisasi
- Culicoides bajensis
- Culicoides bakeri
- Culicoides balsapambensis
- Culicoides bambusicola
- Culicoides bancrofti
- Culicoides barbosai
- Culicoides barnetti
- Culicoides barrosmachadoi
- Culicoides barthi
- Culicoides bassetorum
- Culicoides baueri
- Culicoides bayano
- Culicoides beaveri
- Culicoides beckae
- Culicoides bedfordi
- Culicoides begueti
- Culicoides belgicus
- Culicoides belkini
- Culicoides benarrochi
- Culicoides bergi
- Culicoides bermudensis
- Culicoides bernardae
- Culicoides beybienkoi
- Culicoides biarcuatus
- Culicoides bickleyi
- Culicoides biestroi
- Culicoides bifasciatus
- Culicoides bigeminus
- Culicoides biguttatus
- Culicoides bilobatus
- Culicoides bimaculatus
- Culicoides birabeni
- Culicoides biscapus
- Culicoides bisignatus
- Culicoides bisolis
- Culicoides blantoni
- Culicoides bodemensis
- Culicoides bodemheimeri
- Culicoides bolitinos
- Culicoides boliviensis
- Culicoides boophagus
- Culicoides boormani
- Culicoides borinqueni
- Culicoides bottimeri
- Culicoides bougainvillae
- Culicoides boydi
- Culicoides brasilianus
- Culicoides bredini
- Culicoides brevifrontis
- Culicoides brevipalpis
- Culicoides brevitarsis
- Culicoides bricenoi
- Culicoides brinchangensis
- Culicoides bromophilus
- Culicoides brookmani
- Culicoides brosseti
- Culicoides brownei
- Culicoides brucei
- Culicoides brunnicans
- Culicoides bubalus
- Culicoides buettikeri
- Culicoides buhetoensis
- Culicoides bulbostylus
- Culicoides bundyensis
- Culicoides bunrooensis
- Culicoides burylovi
- Culicoides butleri
- Culicoides bwambanus
- Culicoides bychowskyi
- Culicoides byersi
- Culicoides cacticola
- Culicoides calcaratus
- Culicoides caldasi
- Culicoides calexicanus
- Culicoides californiensis
- Culicoides caliginosus
- Culicoides calloti
- Culicoides cambodiensis
- Culicoides cameronensis
- Culicoides cameroni
- Culicoides camicasi
- Culicoides camposi
- Culicoides cancer
- Culicoides cancrisocius
- Culicoides capillosus
- Culicoides capricorniae
- Culicoides caprilesi
- Culicoides caridei
- Culicoides carpenteri
- Culicoides carpophilus
- Culicoides carsiomelas
- Culicoides castillae
- Culicoides cataneii
- Culicoides catharinae
- Culicoides caucaënsis
- Culicoides caucoliberensis
- Culicoides causeyi
- Culicoides cavaticus
- Culicoides certus
- Culicoides ceylanicus
- Culicoides chacoensis
- Culicoides chagyabensis
- Culicoides changbaiensis
- Culicoides charadraeus
- Culicoides charrua
- Culicoides chateaui
- Culicoides chaverrii
- Culicoides chazeaui
- Culicoides cheahi
- Culicoides chengduensis
- Culicoides cheni
- Culicoides chewaclae
- Culicoides chiopterus
- Culicoides chitinosus
- Culicoides choochotei
- Culicoides chrysonotus
- Culicoides ciliodentatus
- Culicoides cilipes
- Culicoides cinereus
- Culicoides circumbasalis
- Culicoides circumscriptus
- Culicoides citroneus
- Culicoides claggi
- Culicoides clarkei
- Culicoides clastrier
- Culicoides clavipalpis
- Culicoides cleaves
- Culicoides clintoni
- Culicoides coarctatus
- Culicoides cochisensis
- Culicoides cockerellii
- Culicoides combinothecus
- Culicoides commatis
- Culicoides comosioculatus
- Culicoides confusus
- Culicoides congolensis
- Culicoides copiosus
- Culicoides coracinus
- Culicoides cordiformis
- Culicoides cordiger
- Culicoides corneti
- Culicoides corniculus
- Culicoides cornutus
- Culicoides coronalis
- Culicoides corsis
- Culicoides corsoni
- Culicoides corti
- Culicoides costalis
- Culicoides coutinhoi
- Culicoides covagarciai
- Culicoides crassipilosus
- Culicoides crassus
- Culicoides crepuscularis
- Culicoides crescentris
- Culicoides crucifer
- Culicoides cuiabai
- Culicoides culiciphagus
- Culicoides cummingi
- Culicoides cunctans
- Culicoides cuniculus
- Culicoides cylindratus
- Culicoides daedaloides
- Culicoides daedalus
- Culicoides dalessandroi
- Culicoides damnosus
- Culicoides dampfi
- Culicoides darlingtonae
- Culicoides dasyophus
- Culicoides dasyops
- Culicoides davidi
- Culicoides daviesi
- Culicoides davisi
- Culicoides deanei
- Culicoides debilipalpis
- Culicoides décor
- Culicoides definitus
- Culicoides defoliarti
- Culicoides dekeyseri
- Culicoides delfinadoae
- Culicoides delta
- Culicoides dendriticus
- Culicoides dendrophilus
- Culicoides denisae
- Culicoides denisoni
- Culicoides denningi
- Culicoides dentatus
- Culicoides denticulatus
- Culicoides derisor
- Culicoides desertorum
- Culicoides desytoculus
- Culicoides dewulfi
- Culicoides diabolicus
- Culicoides diamouanganai
- Culicoides dicrourus
- Culicoides diffusus
- Culicoides digitalis
- Culicoides dikhros
- Culicoides discrepans
- Culicoides dispar
- Culicoides dispersus
- Culicoides distinctipennis
- Culicoides distinctus
- Culicoides diversus
- Culicoides divisus
- Culicoides doeringae
- Culicoides dominicanus
- Culicoides donajil
- Culicoides downesi
- Culicoides duartei
- Culicoides dubiosum
- Culicoides dubitatus
- Culicoides dubius
- Culicoides duddingstoni
- Culicoides dukinensis
- Culicoides dumdumi
- Culicoides dungunensis
- Culicoides dunhuaensis
- Culicoides dunni
- Culicoides duodenarius
- Culicoides dureti
- Culicoides dutoiti
- Culicoides dycei
- Culicoides dzhafarovi
- Culicoides eadsi
- Culicoides edeni
- Culicoides efferus
- Culicoides effusus
- Culicoides elbeli
- Culicoides eldridgei
- Culicoides elemae
- Culicoides elizabethae
- Culicoides elongatus
- Culicoides elutus
- Culicoides enderleini
- Culicoides engubandei
- Culicoides equatoriensis
- Culicoides erairai
- Culicoides erikae
- Culicoides eriodendroni
- Culicoides esakii
- Culicoides espinolai
- Culicoides estevezae
- Culicoides eublepharus
- Culicoides eupurus
- Culicoides evansi
- Culicoides excavatus
- Culicoides expalleus
- Culicoides exspectator
- Culicoides fadzili
- Culicoides faghihi
- Culicoides fagineus
- Culicoides farri
- Culicoides fascipennis
- Culicoides felippebauerae
- Culicoides fernandezi
- Culicoides fernandoi
- Culicoides ferreyrai
- Culicoides festivipenis
- Culicoides fieldi
- Culicoides filamentis
- Culicoides filarifer
- Culicoides filicinus
- Culicoides filiductus
- Culicoides firuzae
- Culicoides flavescens
- Culicoides flavidorsalis
- Culicoides flavimaculinotalis
- Culicoides flavipes
- Culicoides flavipulicaris
- Culicoides flavirostris
- Culicoides flaviscriptus
- Culicoides flaviscutatus
- Culicoides flaviscutellaris
- Culicoides flavisomum
- Culicoides flavitibialis
- Culicoides flavivenula
- Culicoides flavus
- Culicoides flinti
- Culicoides flochabonnenci
- Culicoides florenciae
- Culicoides floridensis
- Culicoides flukei
- Culicoides flumineus
- Culicoides fluvialis
- Culicoides fluviatilis
- Culicoides foleyi
- Culicoides footei
- Culicoides forattinii
- Culicoides fordae
- Culicoides fossicola
- Culicoides foxi
- Culicoides fragmentum
- Culicoides franclemonti
- Culicoides franklini
- Culicoides freeborni
- Culicoides frohnei
- Culicoides fukienensis
- Culicoides fukudai
- Culicoides fulbrighti
- Culicoides fulvithorax
- Culicoides fulvus
- Culicoides furcillatus
- Culicoides furens
- Culicoides furensoides
- Culicoides fuscicaudae
- Culicoides fuscus
- Culicoides gabaldoni
- Culicoides galindoi
- Culicoides galliardi
- Culicoides gambiae
- Culicoides garciai
- Culicoides gejgelensis
- Culicoides gemellus
- Culicoides geminus
- Culicoides gentilis
- Culicoides gentiloides
- Culicoides geocheloneoides
- Culicoides germanus
- Culicoides gewertzi
- Culicoides giganteus
- Culicoides gigas
- Culicoides ginesi
- Culicoides glabellus
- Culicoides glabrior
- Culicoides gladysae
- Culicoides gluchovae
- Culicoides glushchenkoae
- Culicoides gorgasi
- Culicoides gornostaevae
- Culicoides gouldi
- Culicoides gracilipes
- Culicoides grahamii
- Culicoides grandensis
- Culicoides gregsoni
- Culicoides grenieri
- Culicoides griffithi
- Culicoides griseidorsum
- Culicoides griseolus
- Culicoides grisescens
- Culicoides guadeloupensis
- Culicoides guangxiensis
- Culicoides guarani
- Culicoides guerrai
- Culicoides guineensis
- Culicoides gulbenkiani
- Culicoides gutsevichi
- Culicoides guttatus
- Culicoides guttifer
- Culicoides guttipennis
- Culicoides guyanensis
- Culicoides gymnopterus
- Culicoides haematopotus
- Culicoides haitiensis
- Culicoides halonostictus
- Culicoides hamiensis
- Culicoides hanae
- Culicoides haranti
- Culicoides hasegawai
- Culicoides hawsi
- Culicoides hayakawai
- Culicoides hayesi
- Culicoides hegneri
- Culicoides heliconiae
- Culicoides heliophilus
- Culicoides helveticus
- Culicoides hengduanshanensis
- Culicoides henryi
- Culicoides herero
- Culicoides hermani
- Culicoides heteroclitus
- Culicoides hewitti
- Culicoides hieroglyphicus
- Culicoides hildae
- Culicoides himalayae
- Culicoides hinmani
- Culicoides hinnoi
- Culicoides hirstus
- Culicoides hirsutus
- Culicoides hirtipennis
- Culicoides hirtulus
- Culicoides histrio
- Culicoides hitchcocki
- Culicoides hoffmani
- Culicoides hoffmanioides
- Culicoides hoguei
- Culicoides hokkaidoensis
- Culicoides holcus
- Culicoides hollandiensis
- Culicoides hollensis
- Culicoides homochorus
- Culicoides homotomus
- Culicoides hondurensis
- Culicoides hornsbyensis
- Culicoides hortensis
- Culicoides horticola
- Culicoides huambensis
- Culicoides huayingensis
- Culicoides huberti
- Culicoides huffi
- Culicoides hui
- Culicoides hulinensis
- Culicoides humeralis
- Culicoides husseyi
- Culicoides hyalinus
- Culicoides hylas
- Culicoides hypsipyles
- Culicoides ibericus
- Culicoides ibriensis
- Culicoides ichesi
- Culicoides ignacioi
- Culicoides iliensis
- Culicoides imicola
- Culicoides imitador
- Culicoides immaculatus
- Culicoides imperceptus
- Culicoides impunctatus
- Culicoides impusilloides
- Culicoides indecorus
- Culicoides indianus
- Culicoides inexploratus
- Culicoides inflatipalpalis
- Culicoides infulatus
- Culicoides innoxius
- Culicoides inornatipennis
- Culicoides inornatithorax
- Culicoides insignipennis
- Culicoides insignis
- Culicoides insinuatus
- Culicoides insolatus
- Culicoides insulanus
- Culicoides insularis
- Culicoides interrogatus
- Culicoides inthanonensis
- Culicoides inyoensis
- Culicoides iphthimus
- Culicoides iranicus
- Culicoides iriartei
- Culicoides irwini
- Culicoides isechnoensis
- Culicoides isioloensis
- Culicoides jacksoni
- Culicoides jacobsoni
- Culicoides jamaicensis
- Culicoides jamesi
- Culicoides jamnbacki
- Culicoides japonicus
- Culicoides javae
- Culicoides javanicus
- Culicoides jefferyi
- Culicoides jianfenglingensis
- Culicoides jimmiensis
- Culicoides jonesi
- Culicoides jouberti
- Culicoides juddi
- Culicoides jumineri
- Culicoides jurbergi
- Culicoides jurensis
- Culicoides kaimosiensis
- Culicoides kampa
- Culicoides kamrupi
- Culicoides kanagai
- Culicoides karagiensis
- Culicoides karajevi
- Culicoides karakumensis
- Culicoides karenensis
- Culicoides kasimi
- Culicoides kelantanensis
- Culicoides kelinensis
- Culicoides kepongensis
- Culicoides kerichoensis
- Culicoides kettlei
- Culicoides kibatiensis
- Culicoides kibunensis
- Culicoides kinabaluensis
- Culicoides kinari
- Culicoides kingi
- Culicoides kirbyi
- Culicoides kirgizicus
- Culicoides kirinensis
- Culicoides kisangkini
- Culicoides klossi
- Culicoides knowltoni
- Culicoides kobae
- Culicoides kolymbiensis
- Culicoides komarovi
- Culicoides konmiaoensis
- Culicoides koreensis
- Culicoides korossoensis
- Culicoides kotonkan
- Culicoides krameri
- Culicoides kribiensis
- Culicoides krombeini
- Culicoides kugitangi
- Culicoides kumbaensis
- Culicoides kurensis
- Culicoides kusaiensis
- Culicoides kuscheli
- Culicoides kyotoensis
- Culicoides kyushuensis
- Culicoides lacustris
- Culicoides lahontan
- Culicoides laimargus
- Culicoides lamborni
- Culicoides landauae
- Culicoides lanei
- Culicoides langeroni
- Culicoides lansangensis
- Culicoides lanyuensis
- Culicoides laoensis
- Culicoides lasaensis
- Culicoides latifrons
- Culicoides latifrontis
- Culicoides latipennis
- Culicoides leanderensis
- Culicoides leechi
- Culicoides leei
- Culicoides lenae
- Culicoides lenti
- Culicoides leoni
- Culicoides leopoldoi
- Culicoides leucostictus
- Culicoides lichyi
- Culicoides lieni
- Culicoides limai
- Culicoides limonensis
- Culicoides lini
- Culicoides liubaensis
- Culicoides liui
- Culicoides liukueiensis
- Culicoides lobatoi
- Culicoides loisae
- Culicoides longicercus
- Culicoides longicollis
- Culicoides longior
- Culicoides longipalpis
- Culicoides longipennis
- Culicoides longiporus
- Culicoides longiradialis
- Culicoides longirostris
- Culicoides lopesi
- Culicoides lophortygis
- Culicoides loughnani
- Culicoides loxodontis
- Culicoides luganicus
- Culicoides luglani
- Culicoides lulianchengi
- Culicoides lutealaris
- Culicoides luteolus
- Culicoides luteoventus
- Culicoides lutzi
- Culicoides lyrinotatus
- Culicoides maai
- Culicoides macclurei
- Culicoides macfiei
- Culicoides macieli
- Culicoides macintoshi
- Culicoides mackerrasi
- Culicoides macrostigma
- Culicoides maculatus
- Culicoides maculipennis
- Culicoides maculiscutellaris
- Culicoides maculitibialis
- Culicoides madagascarensis
- Culicoides magnificus
- Culicoides magnipalpis
- Culicoides magnipictus
- Culicoides magnithecalis
- Culicoides magnus
- Culicoides malariologiensis
- Culicoides malayae
- Culicoides malevillei
- Culicoides mamaensis
- Culicoides manchuriensis
- Culicoides manikumari
- Culicoides marcleti
- Culicoides marginalis
- Culicoides marginatus
- Culicoides marginus
- Culicoides margipictus
- Culicoides marinkellei
- Culicoides maritime
- Culicoides marksi
- Culicoides marmoratus
- Culicoides marshi
- Culicoides martinezi
- Culicoides maruim
- Culicoides mathisi
- Culicoides matsuzawai
- Culicoides mayeri
- Culicoides mcdonaldi
- Culicoides mcdowelli
- Culicoides mckeeveri
- Culicoides mcmillani
- Culicoides meijerei
- Culicoides melanesiae
- Culicoides melleus
- Culicoides mellipes
- Culicoides menghaiensis
- Culicoides menglaensis
- Culicoides meridionalis
- Culicoides mesghalii
- Culicoides metagonatus
- Culicoides micheli
- Culicoides micromaculatus
- Culicoides midorensis
- Culicoides miharai
- Culicoides mihunensis
- Culicoides mikros
- Culicoides milnei
- Culicoides minasensis
- Culicoides minimus
- Culicoides minipalpis
- Culicoides minutissimus
- Culicoides minutus
- Culicoides miombo
- Culicoides mirsae
- Culicoides mirzaevi
- Culicoides mississippiensis
- Culicoides miuntissimus
- Culicoides mohave
- Culicoides mojingaensis
- Culicoides molestior
- Culicoides molestus
- Culicoides mollis
- Culicoides molotovae
- Culicoides mongolensis
- Culicoides monicae
- Culicoides monoensis
- Culicoides monothecalis
- Culicoides montanus
- Culicoides monticola
- Culicoides moreensis
- Culicoides moreli
- Culicoides morisitai
- Culicoides mortivallis
- Culicoides motoensis
- Culicoides moucheti
- Culicoides mukerjii
- Culicoides mulrennani
- Culicoides multifarious
- Culicoides multimaculatus
- Culicoides multinotatae
- Culicoides multipunctatus
- Culicoides murphyi
- Culicoides murrayi
- Culicoides murtalai
- Culicoides musajevi
- Culicoides muscicola
- Culicoides mykytowyczi
- Culicoides mystacinus
- Culicoides nagarzensis
- Culicoides nairobiensis
- Culicoides nampui
- Culicoides namulus
- Culicoides nanellus
- Culicoides nanpingensis
- Culicoides nanus
- Culicoides narrabeenensis
- Culicoides nasuensis
- Culicoides nattaiensis
- Culicoides navaiae
- Culicoides nayabazari
- Culicoides neavei
- Culicoides neghmei
- Culicoides neoangolensis
- Culicoides neofagineus
- Culicoides neomelanesiae
- Culicoides neomontanus
- Culicoides neopalpalis
- Culicoides neoparaensis
- Culicoides neopulicaris
- Culicoides neoschultzei
- Culicoides nevilli
- Culicoides newsteadi
- Culicoides nielamensis
- Culicoides niger
- Culicoides nigeriae
- Culicoides nigrigenus
- Culicoides nigripennis
- Culicoides nigripes
- Culicoides nigritus
- Culicoides nigroannulatus
- Culicoides nigrosignatus
- Culicoides nigrus
- Culicoides nilogenus
- Culicoides nilophilus
- Culicoides niphanae
- Culicoides nipponensis
- Culicoides nitens
- Culicoides nivosus
- Culicoides nobrei
- Culicoides nocivum
- Culicoides noshaquensis
- Culicoides notatus
- Culicoides novaguineanus
- Culicoides novairelandi
- Culicoides novamexicanus
- Culicoides nubeculosus
- Culicoides nudipalpis
- Culicoides nudipennis
- Culicoides nukabirensis
- Culicoides nunomemoguri
- Culicoides nuntius
- Culicoides nupurius
- Culicoides nyakini
- Culicoides nyungnoi
- Culicoides obnoxius
- Culicoides obsoletus
- Culicoides occidentalis
- Culicoides ochraceimaculatus
- Culicoides ochraceipennis
- Culicoides ochrothorax
- Culicoides octosignatus
- Culicoides oculatus
- Culicoides ocumarensis
- Culicoides odai
- Culicoides odiatus
- Culicoides odiosus
- Culicoides okazawai
- Culicoides oklahomensis
- Culicoides olyslageri
- Culicoides omogensis
- Culicoides onderstepoortensis
- Culicoides onoi
- Culicoides oregonensis
- Culicoides orestes
- Culicoides orientalis
- Culicoides orjuelai
- Culicoides ornatus
- Culicoides ostroushkoae
- Culicoides ousairani
- Culicoides ovalis
- Culicoides owyheensis
- Culicoides oxianus
- Culicoides pabloi
- Culicoides pachymerus
- Culicoides padusae
- Culicoides paksongi
- Culicoides palauensis
- Culicoides palawanensis
- Culicoides pallidicornis
- Culicoides pallidimaculosus
- Culicoides pallidizonatus
- Culicoides pallidothorax
- Culicoides pallidus
- Culicoides palmerae
- Culicoides palpalis
- Culicoides palpifer
- Culicoides palpisimilis
- Culicoides pamiricus
- Culicoides pampaensis
- Culicoides pampangensis
- Culicoides pampoikilus
- Culicoides panamensis
- Culicoides pancensis
- Culicoides pangkorensis
- Culicoides papillatus
- Culicoides papilliger
- Culicoides papuensis
- Culicoides parabarnetti
- Culicoides parabubalus
- Culicoides paradisionensis
- Culicoides paraensis
- Culicoides paraflavescens
- Culicoides paragarciai
- Culicoides parahumeralis
- Culicoides paraignacioi
- Culicoides paraimpunctatus
- Culicoides paraliui
- Culicoides paramalayae
- Culicoides parapiliferus
- Culicoides parararipalpis
- Culicoides parascopus
- Culicoides parensis
- Culicoides parroti
- Culicoides parvimaculatus
- Culicoides parviscriptus
- Culicoides parvulus
- Culicoides pastus
- Culicoides patulipalpis
- Culicoides paucienfuscatus
- Culicoides paulipictus
- Culicoides pechumani
- Culicoides pecosensis
- Culicoides peculiaris
- Culicoides peliliouensis
- Culicoides pellucidus
- Culicoides pendleburyi
- Culicoides pentamaculatus
- Culicoides perakensis
- Culicoides peregrinus
- Culicoides perettii
- Culicoides perornatus
- Culicoides peruvianus
- Culicoides petersi
- Culicoides phaeonotus
- Culicoides phlebotomus
- Culicoides photophilus
- Culicoides picadoae
- Culicoides pichindensis
- Culicoides pictellum
- Culicoides pictilis
- Culicoides pictipennis
- Culicoides picturatus
- Culicoides pifanoi
- Culicoides pikongkoi
- Culicoides piliferus
- Culicoides pilosipennis
- Culicoides pilosus
- Culicoides platiradius
- Culicoides plaumanni
- Culicoides poikilonotus
- Culicoides polynesiae
- Culicoides polypori
- Culicoides polystictus
- Culicoides pongsomiensis
- Culicoides popayanensis
- Culicoides poperonghensis
- Culicoides posoensis
- Culicoides praesignis
- Culicoides pretoriensis
- Culicoides prolixipalpis
- Culicoides propinquus
- Culicoides propriipennis
- Culicoides pseudocordiger
- Culicoides pseudocrescentis
- Culicoides pseudodiabolicus
- Culicoides pseudoheliconiae
- Culicoides pseudoheliophilus
- Culicoides pseudolangeroni
- Culicoides pseudopallidipennis
- Culicoides pseudopallidus
- Culicoides pseudopalpalis
- Culicoides pseudosalinarius
- Culicoides pseudostigmatus
- Culicoides pseudoturgidus
- Culicoides pulchellus
- Culicoides pulchripennis
- Culicoides pulicaris
- Culicoides pumilus
- Culicoides puncticeps
- Culicoides puncticollis
- Culicoides punctithorax
- Culicoides pungens
- Culicoides pungobovis
- Culicoides puracensis
- Culicoides puripennis
- Culicoides purus
- Culicoides pusilloides
- Culicoides pusillus
- Culicoides pycnostictus
- Culicoides pygmaeus
- Culicoides qabdoensis
- Culicoides qinghaiensis
- Culicoides qiongzhongensis
- Culicoides quadratus
- Culicoides quadrisignatus
- Culicoides quadrivittatus
- Culicoides quaiparaensis
- Culicoides quatei
- Culicoides quaterifasciatus
- Culicoides queenslandae
- Culicoides quinquelineatus
- Culicoides quinquermaculatus
- Culicoides rabauli
- Culicoides rachoui
- Culicoides radicitus
- Culicoides radiomaculatus
- Culicoides rageaui
- Culicoides rangeli
- Culicoides raposoensis
- Culicoides raripalpis
- Culicoides rariradialis
- Culicoides rarus
- Culicoides ravus
- Culicoides reconditus
- Culicoides recurvus
- Culicoides reevesi
- Culicoides remerki
- Culicoides remotus
- Culicoides reticulatus
- Culicoides rhizophorensis
- Culicoides ribeiroi
- Culicoides riebi
- Culicoides riethi
- Culicoides riggsi
- Culicoides riouxi
- Culicoides ritzei
- Culicoides robini
- Culicoides rochemus
- Culicoides rodriguezi
- Culicoides ronderosae
- Culicoides rostratus
- Culicoides roswelli
- Culicoides rugulithecus
- Culicoides ruiliensis
- Culicoides ruizi
- Culicoides rutilis
- Culicoides ryckmani
- Culicoides saboyae
- Culicoides sabroskyi
- Culicoides saevanicus
- Culicoides saevus
- Culicoides sahariensis
- Culicoides saintjusti
- Culicoides sajanicus
- Culicoides salebrosus
- Culicoides salihi
- Culicoides salinarius
- Culicoides saltaensis
- Culicoides saltonensis
- Culicoides samoënsis
- Culicoides sanguisuga
- Culicoides saninensis
- Culicoides sanmartini
- Culicoides santanderi
- Culicoides santonicus
- Culicoides sarawakensis
- Culicoides saundersi
- Culicoides scanloni
- Culicoides schramae
- Culicoides schultzei
- Culicoides scopus
- Culicoides scoticus
- Culicoides segnis
- Culicoides seimi
- Culicoides sejfadinei
- Culicoides selangorensis
- Culicoides sellersi
- Culicoides semicircum
- Culicoides semimaculatus
- Culicoides sensillatus
- Culicoides septemmaculatus
- Culicoides sergenti
- Culicoides shahgudiani
- Culicoides shaklawensis
- Culicoides shermani
- Culicoides shimoniensis
- Culicoides shortti
- Culicoides siamensis
- Culicoides sibiricus
- Culicoides sierrensis
- Culicoides sigaensis
- Culicoides sigmoidus
- Culicoides signatus
- Culicoides sikkimensis
- Culicoides silverstrii
- Culicoides similis
- Culicoides simulans
- Culicoides simulator
- Culicoides sinanoensis
- Culicoides sitiens
- Culicoides slovacus
- Culicoides smeei
- Culicoides snowi
- Culicoides sogdianus
- Culicoides sommermanae
- Culicoides sonorensis
- Culicoides sordidellus
- Culicoides sousadiasi
- Culicoides sphagnumensis
- Culicoides spiculae
- Culicoides spinifer
- Culicoides spinosus
- Culicoides spinoverbosus
- Culicoides spinulosus
- Culicoides spurius
- Culicoides stagetus
- Culicoides stanicicus
- Culicoides stellifer
- Culicoides stepicola
- Culicoides stercorarius
- Culicoides stigma
- Culicoides stigmalis
- Culicoides stigmaticus
- Culicoides stilobezzioides
- Culicoides stonei
- Culicoides suarezi
- Culicoides subfagineus
- Culicoides subfasciipennis
- Culicoides subflavescens
- Culicoides subimmaculatus
- Culicoides sublettei
- Culicoides subltifrontis
- Culicoides submagnesianus
- Culicoides subneglectus
- Culicoides suborientalis
- Culicoides subpalpifer
- Culicoides subpunctatus
- Culicoides subravus
- Culicoides subschultzei
- Culicoides subsylvarum
- Culicoides sumatrae
- Culicoides superfluthecus
- Culicoides superfulvus
- Culicoides suspectus
- Culicoides swaminathi
- Culicoides sylvarum
- Culicoides sylvicola
- Culicoides tadzhikistanicus
- Culicoides tahemanensis
- Culicoides taiwanensis
- Culicoides talgariensis
- Culicoides tamada
- Culicoides tamaensis
- Culicoides tamboensis
- Culicoides taonanensis
- Culicoides tarapaca
- Culicoides tatebeae
- Culicoides tauffiebi
- Culicoides tauricus
- Culicoides tavaresi
- Culicoides tawauensis
- Culicoides tayulingensis
- Culicoides tbilisicus
- Culicoides tentorius
- Culicoides tenuifasciatus
- Culicoides tenuilosus
- Culicoides tenuipalpis
- Culicoides tenuistylus
- Culicoides teretipalpis
- Culicoides testudinalis
- Culicoides tetrathyris
- Culicoides thurmanae
- Culicoides tianmushanensis
- Culicoides tibetensis
- Culicoides tidwelli
- Culicoides tienhsiangensis
- Culicoides tissoti
- Culicoides tobaensis
- Culicoides tohokuensis
- Culicoides tokunagai
- Culicoides tonmai
- Culicoides tororensis
- Culicoides tororoensis
- Culicoides torreyae
- Culicoides torridus
- Culicoides towadaensis
- Culicoides toyamaruae
- Culicoides transferrans
- Culicoides translucens
- Culicoides trapidoi
- Culicoides travassosi
- Culicoides travisi
- Culicoides triallantionis
- Culicoides triangulatus
- Culicoides trichopis
- Culicoides trifasciellus
- Culicoides trifidus
- Culicoides trilineatus
- Culicoides trimaculipennis
- Culicoides trinidadensis
- Culicoides tripallidus
- Culicoides trisignatus
- Culicoides tristanii
- Culicoides tristriatulus
- Culicoides tritenuifasciatus
- Culicoides trivittatus
- Culicoides trizonatus
- Culicoides tropicalis
- Culicoides trouilleti
- Culicoides truncatus
- Culicoides truncorum
- Culicoides tsutaensis
- Culicoides tuamsombooni
- Culicoides tugaicus
- Culicoides tunkinensis
- Culicoides turanicus
- Culicoides turgidus
- Culicoides tuttifrutti
- Culicoides ukrainensis
- Culicoides uncistylus
- Culicoides undentaris
- Culicoides unetensis
- Culicoides unicolor
- Culicoides unicus
- Culicoides uniradialis
- Culicoides univittatus
- Culicoides uruguayensis
- Culicoides usingeri
- Culicoides ustinovi
- Culicoides utahensis
- Culicoides utowana
- Culicoides wadai
- Culicoides vagus
- Culicoides walkeri
- Culicoides wandashanensis
- Culicoides wansoni
- Culicoides wardi
- Culicoides variatus
- Culicoides variifrons
- Culicoides variipennis
- Culicoides waringi
- Culicoides venezulensis
- Culicoides venustus
- Culicoides wenzeli
- Culicoides verbosus
- Culicoides verecundus
- Culicoides werneri
- Culicoides vetustus
- Culicoides vexans
- Culicoides vicinus
- Culicoides victoriae
- Culicoides vidourlensis
- Culicoides williamsi
- Culicoides willistoni
- Culicoides williwilli
- Culicoides villosipennis
- Culicoides virginea
- Culicoides wirthi
- Culicoides wirthomyia
- Culicoides wisconsinensis
- Culicoides vitreipennis
- Culicoides vitshumbiensis
- Culicoides wokei
- Culicoides vomensis
- Culicoides wuyiensis
- Culicoides xanifer
- Culicoides xanthoceras
- Culicoides xanthogaster
- Culicoides xinjiangensis
- Culicoides xuguitensis
- Culicoides yadongensis
- Culicoides yamii
- Culicoides yanbianensis
- Culicoides yankari
- Culicoides yasumatsui
- Culicoides yemenensis
- Culicoides yoosti
- Culicoides yoshimurai
- Culicoides youngi
- Culicoides yuchihensis
- Culicoides yukonensis
- Culicoides yunanensis
- Culicoides zhogolevi
- Culicoides zikaensis
- Culicoides zuluensis
- Culicoides zumbadoi